# Glycera prosobranchia
Glycera prosobranchia är en ringmaskart som beskrevs av Böggemann och Fiege 200. Glycera prosobranchia ingår i släktet Glycera och familjen Glyceridae. Inga underarter finns listade i Catalogue of Life.